# 台灣棒球維基館
台灣棒球維基館是一個線上百科全書，旨在記錄台灣棒球史中值得記錄的人物、事件、時代、地點、文物等。該站為一非營利性質的研究網站，以Wiki開放協作方式供大眾對棒球相關資料加以彙整，以充實中華民國棒球運動發展的歷史紀錄，只要是對棒球有興趣的人士皆可參與編寫工作。

## 發展概況
台灣棒球維基館為淡江大學資訊與圖書館學研系林信成教授，帶領數位典藏研究小組執行國科會計畫「台灣棒球運動珍貴新聞檔案數位資料館之建置」的加值成果，自2005年4月14日正式開站，以正體中文為主要編輯文字，採用Mediawiki作為系統平台，版權協定最早曾為GFDL，主機架設於淡江大學資訊與圖書館學研究所實驗室內，網址為twbsball.dils.tku.edu.tw。網站建立初期由研究團隊負責維護使其順利運作，目前則開放由眾多對棒球有興趣的使用者共同協作。
開站一週年前夕，曾有版權問題被網站使用者提出；在經過了社群討論後，於2006年4月14日當天轉換版權協定為CC BY-NC 2.5（即創用CC姓名標示-非商業性 2.5）。但較遺憾的是截至目前為止，該館的許多頁面都未列出資料來源，有待日後使用者的增補。在2012年2月15日，其版權協定再轉換成CC BY-SA 3.0（即共享創意-署名-相同方式共享條款3.0版）。
至2011年10月，據該網站統計資料指出：創站六年半以來，頁面瀏覽次數已逾2億次，總頁面數有2萬多頁，註冊使用者超過4千人；使用者來自全球170餘國1萬多個城市。至2018年8月，頁面瀏覽次數已逾5億8百萬次，總頁面數2萬多頁，註冊使用者超過1萬人。至2025年4月，頁面瀏覽次數已逾9億4千5百萬次，總頁面數4萬多頁，註冊使用者超過1萬5千人。

## 營運近況
- 台灣棒球維基館在2023年10月30日因主機和電源出問題無法開機致伺服器故障，維修及恢復時間一度無法確定[6]，後於2024年4月18日維修完畢恢復正常[7]。

## 外部連結
- 台灣棒球維基館的Facebook專頁
- 台灣棒球維基館在台灣棒球維基館上的頁面（繁體中文）